# Olivier Tshimanga
 (janvier 2015).
Si vous disposez d'ouvrages ou d'articles de référence ou si vous connaissez des sites web de qualité traitant du thème abordé ici, merci de compléter l'article en donnant les références utiles à sa vérifiabilité et en les liant à la section « Notes et références ».
Olivier Tshimanga est un guitariste et chanteur congolais (RDC).

## Biographie

### Enfance et carrière
Olivier Tshimanga grandit à Kinshasa et fonde son premier groupe à l'âge de 9 ans.
Le directeur du chœur de Kinshasa le remarque et lui propose de rejoindre la chorale. Il fait alors ses premières armes sur scène.
À l’adolescence, il intègre l'institut national des arts de Kinshasa, afin de se perfectionner.
À 19 ans, alors qu’il joue « Europa » de Carlos Santana en concert à l'hôtel inter continental actuel Pullman de Kinshasa et au ciné Max le grand poète congolais Lutumba Simaro monte sur scène et l’invite à rejoindre le groupe TPOK Jazz actuel bana ok 
Arrivé à Paris en 2003, Olivier Tshimanga joue avec certains artistes de la musique africaine ou internationale. Olivier Tshimanga perfectionne son jeux de guitare dans l'académie de la guitare flamenco de Paris et poursuit ses recherches dans l'école de la guitare Manouche de Django Reinhard à Paris,.
Il sort son album en 2015 avec 12 titres distribué par le label en ligne Believe.
En 2017 Olivier Tshimanga sort un album intitulé To Lembi.
Olivier Tshimanga Tshimangologie revient en 2023 avec son 3e album.